# David Martinetti
 (juillet 2010).
Si vous disposez d'ouvrages ou d'articles de référence ou si vous connaissez des sites web de qualité traitant du thème abordé ici, merci de compléter l'article en donnant les références utiles à sa vérifiabilité et en les liant à la section « Notes et références ».
Pour les articles homonymes, voir Martinetti (homonymie).
David Martinetti, né le 22 juin 1970, est un spécialiste suisse de la lutte gréco-romaine.

## Biographie
Il a obtenu 12 titres de champion suisse en lutte gréco-romaine et en lutte libre.
David Martinetti a terminé 9e des Jeux olympiques de Barcelone en 1992, a obtenu une vingtaine de podiums internationaux durant sa carrière et des places d'honneur aux Championnats d'Europe et du Monde, terminant à plusieurs reprises dans le TOP 10.
Retiré du cadre national en 2004, il est devenu Président de la fédération suisse de lutte (FSLA) et membre du comité international européen pour la lutte (CELA).
Il dirige, avec son cousin, l'entreprise familiale Martinetti Frères SA.
David Martinetti est, par ailleurs, conseiller communal de la ville de Martigny pour la législature 2008-2012.